# 양수과다증
양수과다증(Polyhydramnios)이란 양수가 과다한 증상이다. 양수과소증의 반대이다. 태아의 대사작용에 문제가 있을 가능성이 있다. 양수지수(Amniotic Fluid Index;AFI)가 24cm이상인 경우로 진단한다.